# Prismatomeris glabra
Prismatomeris glabra är en måreväxtart som först beskrevs av Pieter Willem Korthals, och fick sitt nu gällande namn av Theodoric Valeton. Prismatomeris glabra ingår i släktet Prismatomeris och familjen måreväxter. Inga underarter finns listade i Catalogue of Life.